# Paramignya petelotii
Paramignya petelotii är en vinruteväxtart som beskrevs av André Guillaumin. Paramignya petelotii ingår i släktet Paramignya och familjen vinruteväxter. Inga underarter finns listade i Catalogue of Life.